# Richard Verstegen
Richard Verstegen (ou Richard Verstegan, en latin Richardus Versteganus), aussi connu sous son nom d'origine de Richard Rowlands, né vers 1550 à Londres et mort en 1640 à Anvers (Pays-Bas espagnols), est un agitateur politique, un historien et archéologue, un écrivain (polémiste des plus virulents, poète, traducteur), un artiste (graveur et peintre), et un homme d'affaires (orfèvre, marchand de drap et imprimeur).
En tant qu'auteur, il a écrit en latin, en anglais et en néerlandais,.
Il est en effet issu d'une famille originaire du duché de Gueldre réfugiée en Angleterre au début du XVIe siècle, en raison du conflit entre les ducs de Bourgogne de la maison de Habsbourg, maîtres des Pays-Bas bourguignons, et les ducs de Gueldre de la maison d'Egmont.

## Biographie

### Origines familiales
Richard Rowlands est le fils d'un tonnelier probablement nommé John Rowlands. Au cours de sa vie, il revendique cependant une ascendance noble, et ses amis l'appellent « vir nobilis » (« noble homme »).
Selon ses écrits, il est le petit-fils de Theodore Roelantsz Versteghen, un Néerlandais originaire du duché de Gueldre, établi en Angleterre (à Londres, dans la paroisse de Sainte-Catherine, près de la Tour de Londres), afin de ne pas être impliqué dans le conflit entre Charles d’Egmont (1467-1538), duc de Gueldre, et les ducs de Bourgogne Philippe le Beau, (1479-1506), héritier des nombreux fiefs formant les Pays-Bas bourguignons, puis Charles Quint (1500-1558).
Le nom anglais « Rowlands » est sans doute une forme anglicisée du patronyme néerlandais « Roelantszoon », abrégé en « Roelantsz », qui signifie « fils de Roland ».

### Formation
Richard Rowlands aurait étudié l’histoire ancienne d'Angleterre et les langues anglo-saxonne et gotique au Christ Church College de l'université d'Oxford à partir de 1564,,.
Durant ses études, il devient un catholique fervent, alors que la religion officielle en Angleterre est désormais l'anglicanisme, institué par Henri VIII. Sous le règne d'Élisabeth Ière, la législation religieuse étant renforcée vers 1570, il doit quitter l'Université avant l'obtention d'un diplôme,,.
De retour à Londres, il entre en apprentissage chez un orfèvre, Philip Cratell. Dès 1574, il est membre à part entière de la Compagnie des Orfèvres (Company of Goldsmiths) et reconnu comme « bourgeois de Londres ».
En 1576, il publie la traduction anglaise d'un guide touristique allemand.

### Exil en France, puis à Rome (1581-1584)
Peu après l'exécution du Jésuite Edmond Campion (1er décembre 1581) et de plusieurs prêtres séculiers à Smithfield près de Londres, Richard Rowlands imprime clandestinement un pamphlet dans lequel il les présente comme des martyrs à vénérer. Son rôle dans la publication de cet ouvrage ayant été découvert, il est contraint de quitter le pays.
C'est seulement depuis cette époque qu'il utilise le nom de famille Verstegen (ou Versteghen), orthographié Verstegan par les anglophones et latinisé en « Versteganus ».
Il s'installe en France (alors dirigée par Henri III), refuge de nombreux catholiques anglais. On trouve des traces de son passage à Rouen, à Paris et à Reims, villes où il participe à la publication de livres et de gravures visant à alerter les catholiques d'Europe sur la persécution des catholiques par Élisabeth Ière d'Angleterre, ce qui lui vaut d'être emprisonné en janvier 1584 à la demande de l’ambassadeur anglais, Edward Stafford, qui estime que les illustrations du livre constituent une insulte envers la reine d'Angleterre. Le pamphlet est aussi saisi,. Verstegen est relâché rapidement grâce à l'intervention à la cour de France du nonce apostolique Gerolamo Ragazzoni (it), et de William Allen, lui aussi catholique réfugié en France et fondateur du collège anglais de Douai.
Il se rend alors à Rome pour solliciter du pape Grégoire XIII un soutien financier en tant que réfugié catholique,. Grégoire XIII refuse d'abord (15 mai 1584), sans doute en raison de l’impertinence de Verstegen, puis lui accorde une pension, payée jusqu’à la mort du pape le 10 avril 1585.
Le pamphlet saisi en France est de nouveau publié à Rome en 1584.

### Installation à Anvers (Pays-Bas espagnols)
Les anciens Pays-Bas bourguignons, devenus sous Charles Quint les Dix-Sept Provinces des Pays-Bas des Habsbourg, sont déchirés depuis 1568, sous le règne de Philippe II, par une grande insurrection dirigée par Guillaume d'Orange, qui a abouti en 1581 à la formation d'un nouvel État, les Provinces-Unies, d'orientation religieuse calviniste. Mais la guerre se poursuit entre le Philippe (roi d'Espagne et prince des Pays-Bas) et les insurgés, marquée par la reprise, par Alexandre Farnèse, gouverneur des Pays-Bas au nom de Philippe, des grandes villes de Flandre et de Brabant, notamment Anvers en août 1585 après un an de siège.
Les Pays-Bas sont donc alors un lieu d'affrontement militaire entre catholiques et protestants, de même que la France, où en 1585, débute la huitième guerre de religion (1585-1598). L'Angleterre apporte son soutien aux protestants : en août 1585, elle conclut une alliance avec les Provinces-Unies (traité de Sans-Pareil) puis envoie au Pays-Bas un corps expéditionnaire sous le commandement de Robert Dudley.

#### Activités professionnelles
Après la mort de Grégoire XIII, Verstegen quitte Rome et effectue un séjour en France[réf. nécessaire], puis s’établit en 1586 à Anvers, où il passera le reste de sa vie. Anvers est alors une ville meurtrie par le départ des protestants vers les Provinces-Unies, par les dégâts du long siège et par le harcèlement des marins hollandais qui bloquent les bouches de l'Escaut afin de nuire au commerce d'Anvers au profit d'Amsterdam et de Rotterdam.
À l'instigation d'Alexandre Farnèse, Philippe II lui accorde une pension de trente couronnes[réf. nécessaire] payée à partir du 1er février 1586, mais pas toujours avec régularité,.
Il travaille aussi comme graveur, comme éditeur, comme contrebandier de livres, comme journaliste et comme informateur. Il est même marchand de draps à partir de 1612, détenant temporairement le droit exclusif d’importer le drap anglais aux Pays-Bas espagnols,.

#### Combat idéologique contre les protestants
En 1587, il publie un ouvrage remarqué, le Theatrum crudelitatum haereticorum, traduit en français l’année suivante, illustré par Johannes Wierix de gravures visiblement inspirées des fresques de Cavallieri. Les dessins préparatoires auraient été faits par Verstegen lui-même,,. Il représentent les tortures qu'auraient subies les catholiques en Angleterre, en France de la part des Huguenots, et aux Pays-Bas de la part des Calvinistes.
Les Jésuites anglais, qui voulaient mieux combattre et réfuter l’argumentation du Protestantisme, lui permirent de prendre connaissance des ouvrages écrits par les Calvinistes, mis à l'Index par l’Église catholique : le 31 janvier 1590, le prêtre Henry Walpole, qui représentait temporairement les intérêts des émigrants anglais à Bruxelles, en demanda, l’autorisation au Jésuite Creswell, recteur du Collège anglais de Rome, requête réitérée le 11 octobre 1590. Les Jésuites obtinrent finalement en 1591, la permission pour Verstegen. Des circonstances imprévues firent que c'est non plus les Calvinistes anglais mais ceux des Pays-Bas septentrionaux qui devinrent la cible principale de ses attaques.
On sait qu'en 1590, il était agent à Anvers du cardinal anglais Allen, et qu’il faisait fonction d'intermédiaire pour la correspondance secrète entre les papistes d’Angleterre et les émigrants anglais. On est particulièrement bien renseigné à son sujet pour les années 1592 à 1595. Témoignage de l'estime que l'on portait à Verstegen, il reçut temporairement, sur les ordres personnels de Philippe II, son allocation directement des fonds secrets de l’armée, le Trésor espagnol étant vide. Il était le dirigeant de facto du réseau d’espionnage espagnol en Angleterre. Il recevait, copiait ou résumait les lettres et rapports des missionnaires en Angleterre, dont il assurait la traversée sains et saufs et à qui il procurait de faux passeports.
Il écrivit plusieurs traités politiques ou polémiques et répondit, bien qu’anonymement, à la proclamation royale du 19 octobre 1591 (A Declaration of great Troubles pretended against the Realme) par deux écrits de 1592, aussi violents que controversés, contre l’homme d'État anglais Burghley, à savoir : An advertisement written to a secretarie of my L. treasurers of Ingland et A Declaration of the True Causes of the Great Troubles, auxquels Francis Bacon a répliqué.
La succession anglaise s’annonçant, il fut l'un des principaux responsables de l'édition et de la publication d’un ouvrage polémique sur cette question, publié sous le pseudonyme Dolmaan qui couvrait, à part Verstegen, plusieurs autres auteurs, dont Robert Persons. Par ce traité controversé de 1594, Verstegen se mêlait des affaires anglaises : il prit parti pour Isabelle, contre les partisans catholiques écossais de Jacques VI. Verstegen et les siens, raisonnant dans l’esprit des monarchomaques, prétendaient que le peuple, représentant le bien commun, a le droit de constater l'impossibilité de régner d’un roi pour des raisons précises, telles que la religion. Toutefois, les auteurs ayant été démasqués par les exilés pro-écossais, ceux-ci, indignés, dénoncèrent au gouvernement anglais ce qu’ils considéraient comme un morceau inacceptable d’intrigue jésuitique et de politique espagnole. Ils ne voulaient reconnaître que l’héritier légitime, même si celui-ci était protestant.
Le rôle d'intermédiaire de Verstegen prit fin vers 1601, sans doute à la suite de l'effondrement, faute d'argent, du service d'espionnage espagnol,. Pourtant, il ne cessait de fulminer contre les Calvinistes dans les ouvrages édifiants qu’il avait commencé à publier à partir de 1599 et dont un recueil de poésie de 1601 qui contient des odes écrites à l'instar des sept psaumes pénitentiels : Odes in imitation of the Seaven Penitential Psalms. Il continua à traduire, en anglais, des œuvres comme les vers de la publication polyglotte Amorum Emblemata d’Otto Vaenius de 1608.
En 1605, il publia à Anvers une étude de l'Antiquité anglo-saxonne, qui non seulement sera rééditée plusieurs fois, et cela jusqu’en 1673, mais dont le matériel, adapté et augmenté pour ce qui concerne l’histoire des Pays-Bas, réapparaît dans un ouvrage, de 1613, sur l'Antiquité néerlandaise. Par cette étude, il essayait de démontrer la ascendance germanique des Anglais, théorie qui ne faisait pas l’objet d’une acceptation générale, l'image la plus répandue étant à l’époque celle d'une origine exclusivement celte, britannique,.

#### Entrée dans la haute société d'Anvers (1610) et poursuite de ses activités
En mai 1610, Verstegen, âgé d’environ 60 ans, se remarie avec une patricienne d’Anvers, Catherine de Sauchy. Par ce mariage, il intègre l'élite sociale des Pays-Bas méridionaux, devenant un riche propriétaire foncier. En 1629, Verstegen et son épouse sont propriétaires à Anvers de trois maisons sur le prestigieux Meir.
Sa pension est annulée entre 1609 et 1614[réf. nécessaire]. Il continue pourtant à rendre des services à l'État dans le domaine du renseignement. L'Angleterre de Jacques Ier a fait la paix avec le roi d'Espagne en 1604 (traité de Londres), et en 1609 une trêve est signée pour douze ans entre les Pays-Bas espagnols et les Provinces-Unies. En 1617, Richard Verstegen parcourt les Provinces-Unies pour le compte de Manuel Sueyro, chef du service d'espionnage espagnol aux Pays-Bas. La guerre reprend à l'issue de la trêve, en lien avec les débuts de la guerre de Trente Ans (1618-1648).
De 1617 à 1630, Verstegen publie plusieurs ouvrages en langue néerlandaise, entre autres des épigrammes, des études caractérielles[pas clair] et des ouvrages polémiques. Parallèlement, de 1619 à 1629, il écrit des commentaires journalistiques[pas clair], des satires et des éditoriaux publiés par le journal Nieuwe Tijdinghen (« Les Nouvelles »), imprimé à Anvers par Abraham Verhoeven, ce qui fait de lui l'un des premiers journalistes en Europe.
Des amitiés que Verstegen entretient à cette époque témoigne la préface qu'Erycius Puteanus écrit pour le premier volume des épigrammes de Verstegen (1617), dans laquelle il chante les louanges de son ami.	
Deux de ses satires anti-calvinistes ont un caractère politique et historique plus profond, notamment De Spiegel der Nederlandsche Elenden (« Le miroir des misères des Pays-Bas » (1621). Cet ouvrage donne un aperçu historique de la période allant de 1559 (fin de la onzième guerre d'Italie) à 1621 du point de vue d'un habitant des Pays-Bas espagnols favorable au régime en place.
Verstegen trouve dans l'actualité un nouveau motif pour vitupérer contre les Calvinistes et les Provinces-Unies : la répression exercée contre les Remontrants, qui subissent une oppression selon lui égale à celle que subissent les catholiques, une oppression identique à celle de l'Inquisition[pas clair] : Verstegen fait notamment allusion à la mort du Grand Pensionnaire de Hollande, Johan van Oldenbarnevelt, en 1619, à la suite d'un conflit avec le stathouder Maurice de Nassau.
Mais il lui-même est attaqué par les protestants. Un pamphlet anglais de 1630, lui reproche de ne devoir sa fortune qu'à un mariage profitable,.

### Dernières années (1630-1640)
La longévité de Verstegen et la durée de sa présence à Anvers sont si exceptionnelles que les biographes anglais[réf. nécessaire] ont longtemps pensé qu'il y avait eu deux Verstegen, l'un Anglais, l'autre Néerlandais.
Le 26 février 1640, il rédige un testament.

### Mort et funérailles
Il meurt peu après, mais la seule attestation en est que Catherine de Sauchy se remarie en août 1640 avec un noble d’origine irlandaise.

## Œuvre
Sa polyvalence le contraignait à être plus dispersé que profond : avant tout, il manifestait une très grande superficialité dans sa connaissance et ses aptitudes.
Pratiquant plusieurs genres, publiant souvent sous le monogramme R.V., il ne pouvait exceller en aucun, bien que, selon Buitendijk, il eût été doué : même en tant qu'homme de lettres, il était extrêmement polyvalent, produisant toutes sortes de travaux littéraires : épigrammes, épitaphes, esquisses psychologiques d’individus, nouvelles d’actualités fictives, vers pieux, odes, sentences, études de proverbes, dialogues, etc.. Vociférant surtout contre les Calvinistes dans ses épigrammes, il dédia des épitaphes à, entre autres, Philippe II, Philippe III, Don Juan, Anjou, Guillaume le Taciturne, Philippe Guillaume d'Orange, le duc de Parme, Élisabeth Ière d'Angleterre et le comte de Leicester.
Comme polémiste et satiriste, il usait d'un ton particulièrement acerbe, d’un fanatisme fébrile, et ses écrits, où il n'épargnait personne, ne font pas justice à ses adversaires, en particulier les Calvinistes.
Par ses épigrammes, où il ne se livre à aucune considération théorique, il attaque les Calvinistes sans pardon sur leur propre terrain, et, à l’instar d'un Marnix ou des pamphlétaires de la Révolte des gueux au XVIe siècle (bien qu'il soit plus superficiel en employant, entre autres, l'humour bon marché), il mesure la valeur de la religion réformée au comportement des professeurs de la nouvelle doctrine. Dans un poème inspiré par le recueil de Verstegen et datant sans doute de l'année même de parution de la première collection d'épigrammes de celui-ci, Anna Roemers Visscher semble émettre, quoique de façon assez subtile, une critique fondée sur la même réflexion,.
De Gazette van Nieuwe-Maren, modelée non sur les journaux imprimés contemporains d’un Abraham Verhoeven, mais plutôt sur ceux, écrits, était une nouveauté en tant que genre littéraire et en tant qu’arme de combat contre les hérétiques : sous la forme d'un journal étaient présentées de fausses nouvelles. Il semble qu'un ouvrage l'ait inspiré, publié à titre posthume quelques années avant le sien, puisant dans les œuvres laissées par Sir Thomas Overbury, et spécifique du même genre littéraire de nouvelles inventées.

### Publications
- 1576 (en) : The Post of the World. Wherein is Contayned the Antiquities and Originall of the Famous Cities in Europe. With Their Trade and Traficke, with Their Wayes and Distance of Myles from Country to Country, with the True and Perfect Knowledge of Their Coynes, the Places of Their Mynts; with Al Their Martes and Fayres, Thomas East, Londres (traduction d’un guide routier allemand, comprenant les sites historiques et d’autres informations : le premier guide touristique que l'on connaisse en langue anglaise, dédié à Sir Thomas Gresham)[35],[34].
- 1582 (la) : Præsentis Ecclesiæ Anglicanæ Typus, Jean Foigny, Reims.
- 1583/1584 (fr) : Briefve description des diverses cruautez que les Catholiques endurent en Angleterre pour la foy, Paris.
- 1584 (la) : Descriptiones quædam illius inhumanæ et multiplicis persecutionis, quam in Anglia propter fidem sustinent Catholice Christiani, Francesco Zanetti, Rome.
- 1585 (la) : Typus Ecclesiæ Catholicæ et signa ea cogniscitur. Typus Hæreticæ Synagogæ et eiusdem proprietates, Paris.
- 1587 (la) : Theatrum Crudelitatum hæreticorum nostri temporis, Adrianus Hubertus, Anvers (Théâtre des cruautés des hérétiques de notre temps, réimprimé en 1588, en 1592 et en 1603 ; édition révisée en 1604, la traduction française est publiée en 1587 sous le titre Théâtre de cruautez, et réimprimée en 1588, en 1592, en 1607 et en 1995 [établissement du texte, présentation et notes par Franck Lestringant, Paris, Chandeigne]).
- 1589 (en) : The Copy of a Letter, Lately Written by a Spanishe Gentleman to His Friend in England, in Refutation of Sundry Calumnies, There Falsly Bruited and Spred Emonge the People, Joachim Trognæsius, Anvers.
- 1590 (la) : Speculum pro Christianis seductis, officina Plantiniana, Anvers.
- 1592 (en) : A Declaration of the True Causes of the Great Troubles Presupposed to be Intended against the Realme of England. Wherein the Indifferent Reader Shall Manifestly Perceave, by Whome, and by what Meanes, the Realme Is Broughte into These Pretended Perills, Joachim Trognæsius ou Arnout Conincx, Anvers.
- 1592 (en) : An Advertisement Written to a Secretarie of My L. Treasurers of Ingland, by an Inglishe Intelligencer as He Passed through Germanie towardes Italie. Concerninge an Other Booke Newly Written in Latin, and Published in Diverse Languages and Countreyes, against Her Majesties Late Proclamation for Searche and Apprehension of Seminary Priestes and Their Receavers, Arnout Conincx, Anvers.
- 1594 (en) : Newes from Spayne and Holland Conteyning an Information of Inglish Affayres in Spayne with a Conference thereuppon in Amsterdame of Holland. Written by a Gentleman Travelour Borne in the Low Countryes, and Brought up from a Child in Ingland, unto a Gentleman His Frend and Oste in London. [Robert Persons, R. Verstegen et al.] , Arnout Conincx, Anvers.
- 1594 (en) : A Conference about the Next Succession to the Crowne of Ingland, Divided into Two Partes. Wherof the First Conteyneth the Discourse of a Civill Lawyer, How and in What Manner Propinquity of Blood Is to Be Preferred. And the Second the Speech of a Temporall Lawyer, about the Particular Titles of All Such as Do or May Pretende Within Ingland or Without, to the Next Succession [Arnout Conincx, Anvers](traité sur la succession prochaine à la couronne d’Angleterre, publié sous le pseudonyme collectif R. Doleman par plusieurs auteurs, dont Verstegen et Robert Persons).
- 1599 (en) : The Primer or Office of the Blessed Virgin Marie, in Latin and English, According to the Reformed Latin, traduit par Verstegen, Arnold Conings, Anvers, réimprimé en 1604 et en 1616.
- 1601 (fr) : Brief et véritable discours de la mort d'aucuns vaillants et glorieux martyrs, lesquels on à faict mourir en Angleterre pour la Foy & Religion Catholicque, l'an passé de 1600, Hieronymus Verdussen, Anvers.
- 1601 (nl) : Cort ende waerachtich verhael van het lijden van sommighe vrome ende glorieuse martelaers, die om de H. Catholijcke Religie in Enghelandt ghedoot zijn int voorleden jaer van gratien 1600, Hieronymus Verdussen, Anvers.
- 1601 (en) : Odes in Imitation of the Seaven Penitential Psalmes, with Sundry other Poems and Ditties Tending to Devotion and Pietie. Arnout Conincx, Anvers ("Odes en imitation des sept psaumes pénitentiels, avec plusieurs autres poèmes et chansonnettes appropriés à la dévotion et à la piété")[57],[34]
- 1601 (en) : The verses on the defeat of the Irish rebels under Tyrone, entitled England's Joy, by R. R. (il s’agirait d’une attribution erronée).
- 1603 (en) : Pietro di Lucca, A Dialogue of Dying Wel, traduit par Verstegen, A. C. [= Arnout Conincx], Anvers.
- 1605 (en) : A Restitution of Decayed Intelligence in Antiquities. Concerning the Most Noble and Renowmed English Nation, Robert Bruneau, Anvers, pour John Norton & John Bill, Londres("Une restitution de la compréhension de l’histoire antique sur son déclin. concernant très noble et très renommée nation anglaise", sur l’origine anglo-saxonne du peuple anglais ; réimprimée en 1628, en 1634, en 1652, en 1655 et 1673)[58]
- 1608 (la + en + it) : Otto Van Veen, Amorum emblemata, [Hieronymus Verdussen pour] Otto Van Veen, Anvers (livre d'emblèmes d’amour en vers latins, anglais et italien, traduction anglaise de Verstegen
- 1611 (nl) : Oorspronck ende Teghenwoordighen Staet van de Calvinische Secte, alsoo die nu verscheyden is in vier principale deelen, Robert Bruneau, Anvers (pamphlet dédié à Matthias Hovius, archevêque de Malines et primat des Pays-Bas espagnols, dont existent des versions en français, publiées à Anvers, Paris et Lyon, qui a été également traduit en allemand[59],[60] et qui traite de l’origine et de l’état actuel de la « secte » calviniste[61]).
- 1611 (fr) : L'origine et présent estat de la secte Calvinienne, comme elle est maintenant devisée en quatre principales parties, Robert Bruneau, Anvers.
- 1613 (nl) : Nederlantsche antiquiteyten met de bekeeringhe van eenighe der selve landen tot het kersten gheloove deur S. Willibrordus Apostel van Hollandt, Gaspar Bellerus, Anvers (Antiquités des Pays-Bas, avec la conversion de plusieurs de ces contrées à la foi chrétienne par saint Willibrord ; adaptation de son Restitution of Decayed Intelligence ; réimprimé en 1631 chez Govaert Schoevaerts à Bruxelles ; autres éditions, parfois différentes, en 1646, en 1662, en 1700, en 1701, en 1705, en 1714, en 1725, en 1733, en 1756 et en 1809).
- 1617 (nl) : Neder-duytsche epigrammen op verscheyden saecken, soo wel om te stichten als den geest te vermaecken. Met genuchlycke epitaphien op d'overledene gedicht waer deur dat de levende worden oock gesticht, Henry Jaye, Malines ("Épigrammes néerlandaises sur différents sujets, autant pour édifier que pour divertir par des épitaphes amusantes", par R.V. ; édition semblable intitulée Nederduytsche epigrammen ende epitaphien à Bruxelles,  éd. de 1624 dédié à Wenceslas Coberger[62]).
- 1618 (nl) : De Gazette van Nieuwe-Maren, Van de gheheele wereldt, Ghemenght met oude Waerheden. Hier by is oock ghevoegt eene wederlegginghe van eenighe onbequame Nederlandtsche spreuck-woorden, Hieronymus Verdussen, Anvers

("La gazette universelle de nouvelles de par tout le monde, entremêlées de vieilles vérités. Avec une réfutation de quelques proverbes néerlandais inappropriés").
- 1619 (nl) : Scherp-sinnighe characteren oft scherpsinnighe beschrijvinghe van de proprieteyten van verscheyden persoonen, Willem Lesteens, Anvers ("Caractères lucides, ou la description perspicace des propriétés de certaines personnes". Première imitation indirecte de Théophraste en néerlandais[49], l’auteur ayant surtout cherché l’inspiration dans un ouvrage anglais de même style de Thomas Overbury ; édition améliorée en 1622[63]).
- 1619 (nl) : Een cluchtich Verhael van eenen Gepredestineerden Cappuyn (pamphlet intitulé "L’Histoire comique d’un chapon prédestiné", publié anonymement dans le journal Nieuwe Tydingen d’Abraham Verhoeven[64].
- 1619 (nl) : Jan Josepsens Droom, gheschreven door zijnen goeden Vrient aen den welcken hy t'selve verhaelt heeft, op de Lombaerde Veste in de gulde Sonne, Anvers

(pamphlet, publié anonymement dans les Nieuwe Tydingen d’Abraham Verhoeven et attribué à Verstegen, sous forme d’un dialogue entre un certain Jan Josepsen et l'esprit d'Oldenbarnevelt, où le dernier arrive à la conclusion que le calvinisme est la pire foi, et l’arminianisme n'est pas la meilleure).
- 1620 (nl) : Den wetsteen des verstants. Waer mede door verscheyden fraye proposten, wijse antwoorden redenen ende sententien, t'verstant vanden leser verscherpt woordt. By een vergaedert ende in orden ghestelt, Guilliam Lesteens, Anvers ("La pierre à aiguiser de l’intelligence. Avec laquelle, au moyen de propositions raffinées, de sages réponses, de raisons et de sentences, on renforce l’intelligence").
- 1620 (en) : Sundry Successive Regal Governments in England ("Divers gouvernements royaux successifs en Angleterre").
- 1621 (en) : Londons Looking-glasse. Or the Copy of a Letter Written by an English Travayler to the Apprentices of London [English College, Saint-Omer].
- 1621 (en) : Observations Concerning the Present Affaires of Holland and the United Provinces, made by an English Gentleman there lately Resident & since Written by Himselfe from Paris [English College, Saint-Omer].
- 1621 (nl) : De spiegel der Nederlandsche elenden. Getoont door een liefhebber der waerheyt ende der Nederlanden welvaert, Henry Jaye, Malines (" Le Miroir des troubles aux Pays-Bas, montré par un amateur de la vérité et de la prospérité")
- 1621 (nl) : Recreative beschrijvinghe, van de proprieteyten oft eyghendommen, van de differente soorten van ambachtslieden, Anvers ("Description récréative des propriétés des différents gens de métier" ; réimprimée en 1630 et en 1642).
- 1622 (nl) : Anatomie van Calviniste calumnien getoont in eenen dialogus oft t'samenspreecken tussen eenen Brabander ende eenen Hollander. [Guilliam Lesteens, Anvers].
- 1622 (en) : The Copy of a Letter Sent from an English Gentleman, lately Become a Catholike beyond the Seas, to His Protestant Friend in England [English College, Saint-Omer].
- 1622 (en) : Newes from the Low-Countreyes. Or the Anatomy of Calvinisticall Calumnyes, Manifested in a Dialogue betweene a Brabander and a Holander [English College, Saint-Omer].
- 1622 (en) : Observations Concerning the Present Affaires of Holland and the United Provinces, made by an English Gentleman there lately Resident & since Written by Himselfe from Paris. The Second Edition. Augmented with Divers New Chapters, Saint-Omer.
- 1622 (nl) : Allereerst: Den Tocht van de Brandt-stichters, met de Antwoorde op een Lasterlijcke Caerte, van de Gheusen in Hollandt wt ghegheven op hunne Victorieuse Brandt-stichterye, gheschiet in de Maent van Mey 1622, Abraham Verhoeven, Anvers

(pamphlet attribué à Verstegen, sur L’Excursion des incendiaires, avec la réponse sur un pamphlet injurieux, publié par les gueux en Hollande, sur leurs incendies criminels).
- 1623 (en) : A Toung-combat Lately Happening betwen Two English Soldiers, in the Tilt-boat of Gravesend. The One Going to Serve the King of Spayn, the Other to Serve the States of Holland. [Henry Jaye, Malines].
- 1624 (nl) : Nederduytsche epigrammen ende epitaphien van verscheyden persoonen en differente saecken, soo wel om te stichten als den geest te vermaecken. Van nieuws ghecomponeert, Jan van Meerbeeck, Bruxelles.
- 1625/1626 ? (nl) : De Medecyne [...] teghen de droefheyt ende Melancholie, vol cluchten [...] ende scherpsinnighe ghenuchten (uniquement connu par la page de titre).
- 1626 (nl) : De droevige traenen van eene Hollandt-sche Bibelsuster. Waer by ghevoeght is de lamentatie van noch meer andre van de Reformatie, Abraham Verhoeven, Anvers

(satire attribuée à Verstegen, intitulée Les larmes douloureuses d’une sœur biblique de Hollande, ainsi que la lamentation sur d’autres représentants de la Réforme »).
- 1628 (nl) : Oorloge ghevochten met die wapenen van die waerheydt en van die reden, in twee bataillien. Teghen twee valsche pretentien vande rebellighe Hollanders. Te weten: I. Dat sy zijn getrouwe patriotten, oft liefhebbers van hun vaderlandt. 2. Ende dat sy hebben een ghereformeerde religie, Jan Knobbaert, Anvers ("Guerre livrée avec les armes de la vérité et de la raison, en deux batailles. Contre deux fausses prétentions des Hollandaisrebelles …").
- [ ? ] (nl) : Clachten van eenighe Dienaren des woorts en andere yverige bedroefde Broeders ende Susters van de Geusche Gereformeertheyt (pamphlet traitant des Plaintes de plusieurs ministres de la parole et autres frères et sœurs accablés par la Réforme des gueux)[65].
- 1630 (nl) : Recreative Beschrijvinghe van de Proprieteyten oft eyghendommen van de differente soorten van Ambachtslieden, dienende in stede van Medicamenten teghen die Melancolie, Abraham Verhoeven, Anvers.
- 1633 (nl) : Hondert geestige Caracteren, ofte uitbeeldingen van hondert verscheidene personen, Amsterdam ("Cent caractères amusants ou images de cent personnes différentes").
- 1633 (nl) : Medicamenten teghen de melancolie. Gheleghen in seeckere vraghen en antwoorden. In eenighe kluchtighe ende scherpsinnighe rescontres. Ende in't contradiceren van sommighe valsche, ydele ende onstichtighe Nederlantsche spreeck-worden, Hendrick Aertsens, Anvers ("Médicaments contre la mélancolie, consistant en certaines questions et réponses, ainsi qu’en des rencontres amusantes…").
- 1641 (nl) : Exercitien van verstandt in varieteyt van scherpsinnighe Epigrammen ende Epitaphien, Godtgaf Verhulst, Anvers ("Entraînement en intelligence par une variété d’épigrammes et d’épitaphes perspicaces")[47],[67].

### Livres
- (en) Paul Arblaster, Antwerp & the world: Richard Verstegan and the international culture of Catholic reformation, Louvain, Presses de l'université de Louvain, 2004, 303 p. .
- (nl)  Edward Rombauts, Richard Verstegen, een polemist der Contra-Reformatie, Bruxelles, 1933.
- (nl) Hendrik Sermon, Richardus Versteganus, Gand, Siffer, 1893, p. 223–298.
- (nl) Willem Jan Cornelis Buitendijk, Het calvinisme in de spiegel van de Zuidnederlandse literatuur der Contra-Reformatie, Groningue/Batavia, J.B. Wolters, 1942, p. 155–228.
- (nl) Johannes Godefridus Frederiks et Frans Josef Peter Van Den Branden, Biographisch woordenboek der Noord- en Zuidnederlandsche letterkunde, Amsterdam, L.J. Veen, 1888-1891, p. 823.
- (nl) Gerrit Kalff, Geschiedenis der Nederlandsche letterkunde, volume 5, Groningue, J.B. Wolters, 1910.
- (nl) Gustaaf Amandus Van Es et Edward Rombauts, Geschiedenis van de letterkunde der Nederlanden, volume 5, Bois-le-Duc, Teulings/Anvers/Bruxelles, Standaard-boekhandel, 1952.

### Notices biographiques
- (en) J. H. Pollen, « Richard Verstegan », Catholic Encyclopaedia, volume XV, New York, 1912, p. 377.

### Articles en anglais
- (en) A. F. Allisson, « A Group of Political Tracts, 1621-1623, by Richard Verstegan », Recusant History, volume 18, 1986, p. 128–142.
- (en) Rolf Bremmer, « The Anglo-Saxon Pantheon According to Richard Verstegen (1605) », dans Timothy Graham (dir.), The Recovery of Old English. Anglo-Saxon Studies in the Sixteenth and Seventeenth Centuries, Kalamazoo, 2000, p. 141–172.
- (en) Samuel Chew, « Richard Verstegan and the Amorum Emblemata of Otho Van Veen », Huntington Library Quarterly, volume 8, 1945, p. 192–199.
- (en) David Freedberg, « The Representation of Martyrdoms during the Early Counter-Reformation in Antwerp », Burlington Magazine, 1976, p. 132–138.
- (en) Philip Goop, « Verstegan’s 'Most Ancient Saxon Words », dans :  Thomas A. Kirby & Henry Bosley Woolf (éd.), Philologica: the Malone Anniversary Studies, 1949, p. 249–255.
- (en) Peter Holmes, « The Authorship and Early Reception of a Conference about the Next Succession to the Crown of England », The Historical Journal 1980.
- (en) F. M. McKay, « A Note on Richard Verstegan’s Poetry », Notes and Queries, volume 15, 1968, p. 375.
- (en) S. Musgrove, « The Nomenclature of King Lear », The Review of English Studies, 1956.
- (en) Anthony Petti, « Richard Verstegan and Catholic Martyrologies of the Later Elizabethan Period », Recusant History, volume 5, 1959, p. 64–90.
- (en) Anthony Petti, « A Bibliography of the Writings of Richard Verstegan (c. 1550-1641)  », Recusant History, volume 7, 1963, p. 82–103.
- (en) Anthony Petti, « Additions to the Richard Verstegan Canon », Recusant History, volume 8, 1966, p. 288–293.
- (en) Anthony Petti, « A New Verstegan Letter », Recusant History, volume 12, 1974, p. 250–253.

### Articles en néerlandais
- (nl) Willem Jan Cornelis Buitendijk, « Richard Verstegen als verteller en journalist », De Nieuwe Taalgids, volume 46, 1953, p. 21–30
- (nl) Willem Jan Cornelis Buitendijk, « Richard Verstegen’s playsante conterfeytsels en concepten », De Nieuwe Taalgids, volume 46, 1953, p. 71–79.